# Apeadeiro de Virtudes
O Apeadeiro de Virtudes é uma interface da Linha do Norte, que serve a localidade de Virtudes, na freguesia de Aveiras de Baixo do município da Azambuja, no Distrito de Lisboa, em Portugal.

## História
No relatório de 7 de Dezembro de 1852 do engenheiro Thomaz Rumball, que foi encarregado pela Companhia Central e Peninsular dos Caminhos de Ferro em Portugal de estudar o lanço entre Lisboa e Santarém, uma das localidades por onde o caminho de ferro devia passar era Virtudes.
Um portaria de 30 de Julho de 1857 ordenou que fosse inaugurado o troço entre o Carregado e Virtudes, cerimónia que teve lugar no dia seguinte, embora os serviços regulares só se tenham iniciado em 1 de Agosto. Nessa altura, este troço era considerado como parte do Caminho de Ferro do Leste. Inicialmente, existiam quatro comboios diários em cada sentido, e em 15 de Setembro começaram os serviços de mercadorias, apenas em grande velocidade. Estes foram os primeiros comboios deste tipo naquela linha.

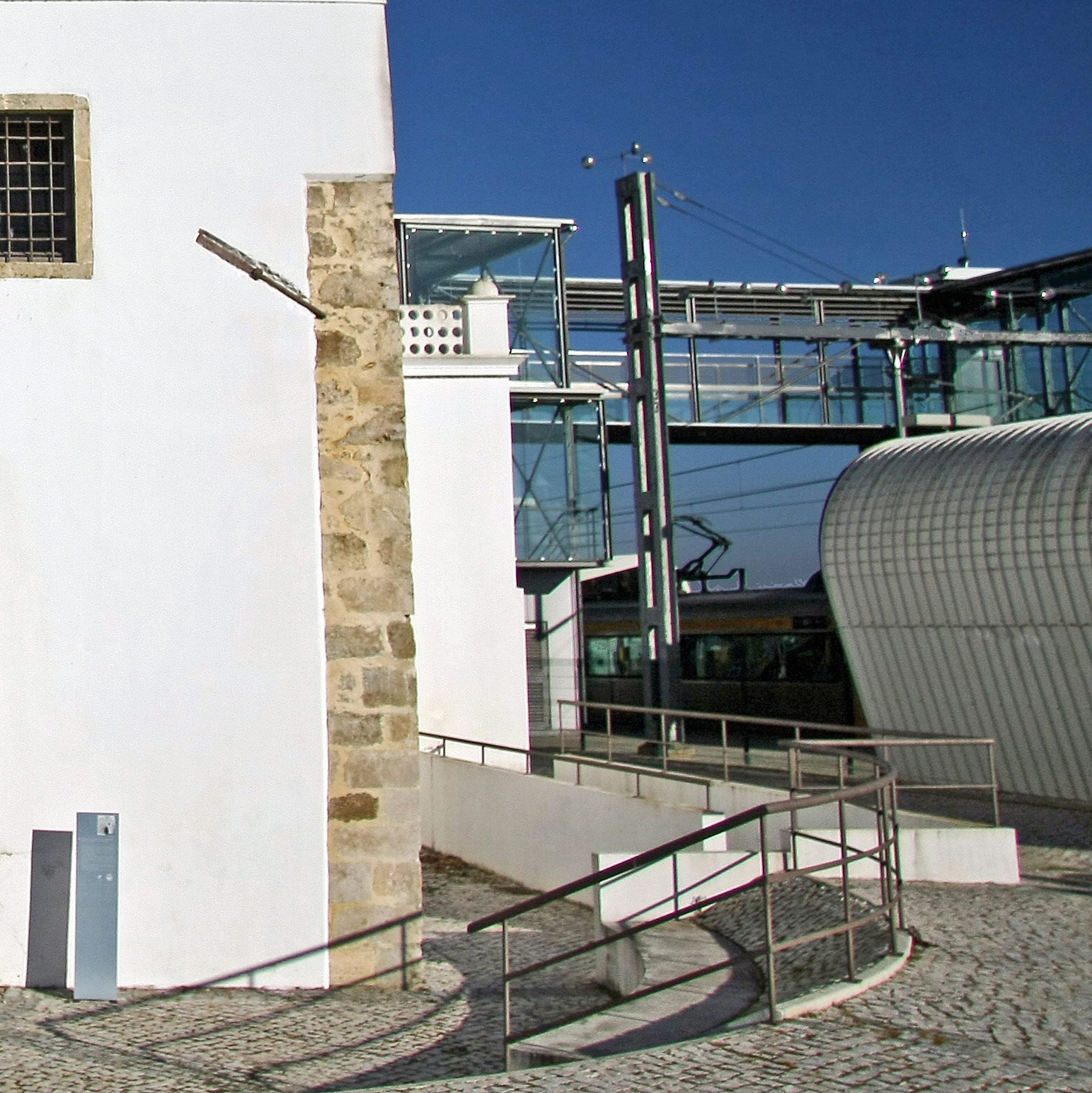
Acesso ao Apeadeiro das Virtudes pelo adro da igeja local

Originalmente, a gare de Virtudes consistia apenas edifício provisório para abrigar os passageiros. Num relatório do engenheiro João Crisóstomo de Abreu e Sousa, foi criticada a forma como o terminal provisório da linha ter sido instalado em Virtudes, um lugar isolado e de difíceis acessos, que eram feitos pelo Canal da Azambuja, a uma distância de 800 m, e pela estrada do Cartaxo para Azambuja, que passava a cerca de 2 km.

Em 28 de Abril de 1858, entrou ao serviço a secção seguinte, até Ponte de Santana. Tinha originalmente a categoria de estação, embora o seu movimento fosse muito reduzido, devido ao facto de Virtudes ser uma pequena localidade. Com efeito, em 1936 já há muito tempo que o apeadeiro não era servido por comboios.

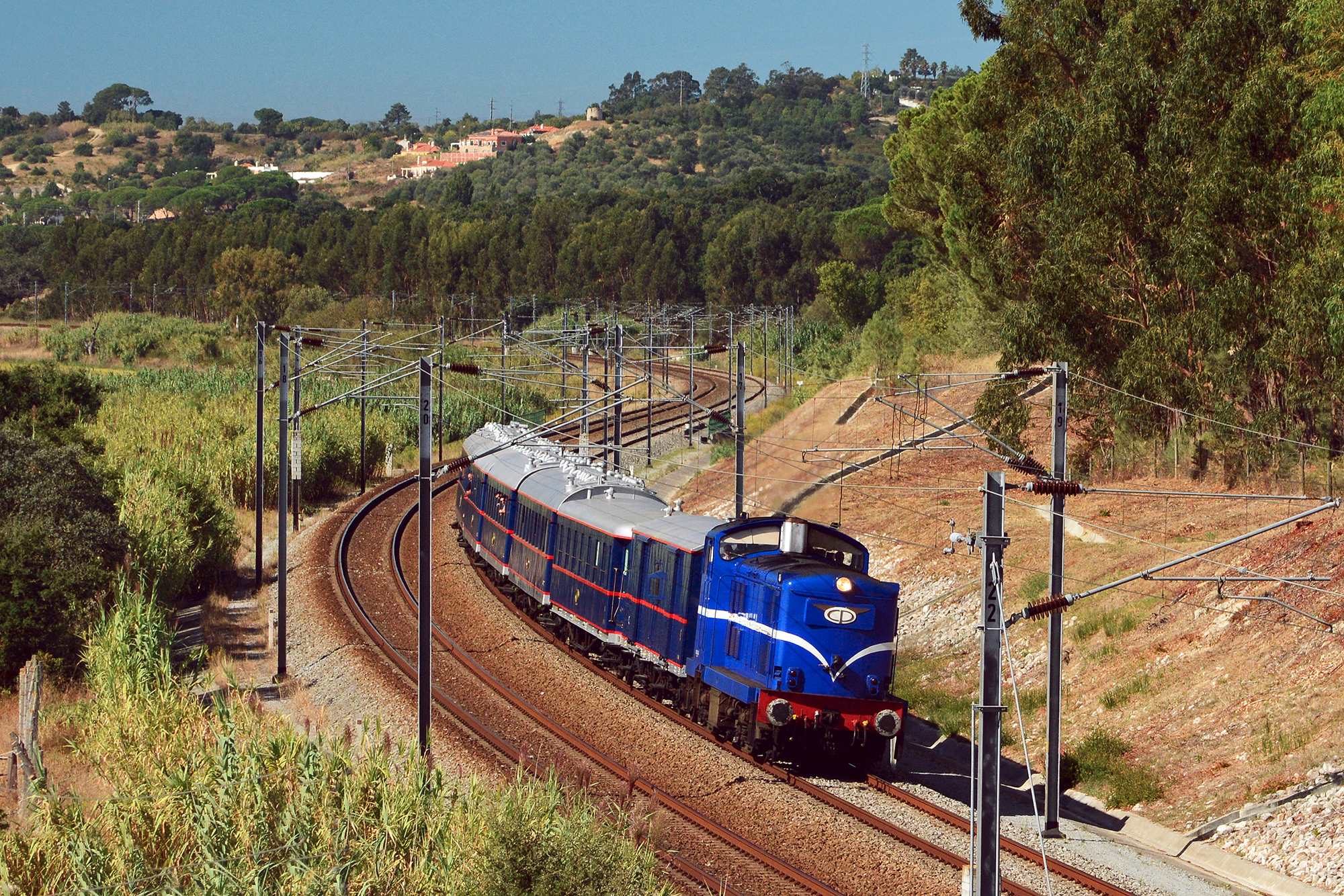
Comboio Presidencial circulando a poente do Apeadeiro de Virtudes.